# Махагони
„Махагони” је југословенски ТВ филм из 1979. године. Режирао га је Арса Милошевић а сценарио је написао Владимир Манојловић

## Улоге
| Глумац              | Улога |
| ------------------- | ----- |
| Иван Бекјарев       |       |
| Тања Бошковић       |       |
| Стеван Гардиновачки |       |
| Велимир Животић     |       |